# Herrnsheimer Badesee
La plage de Herrnsheim (Herrnsheimer Badesee) est un petit plan d'eau à l'est de Herrnsheim. 
Le lac est alimenté par l'eau souterraine. Il a une superficie de 3,2 ha et une profondeur de 4 m. Il s'agit d'une ancienne gravière. Une petite forêt, les Herrnsheimer Klauern, est jouxte du plan d'eau.
Aujourd'hui, la ville de Worms en est le propriétaire. Il est géré par le "Heimatkreis Herrnsheim e. V.", qui a installé autour du lac des pelouses, des petits terrains de sport, des barbecues, ainsi que dans deux bâtiments des vestiaires, des toilettes et un kiosque. La superficie totale du domaine est d'environ 5,5 ha.